# Seznam poljskih fizikov
Seznam poljskih fizikov.

## I
- Leopold Infeld (1898 – 1968)

## J
- Aleksander Jabłoński (1898 – 1980)

## M
- Marian Mie̜sowicz (1907  – 1992)

## P
- Jerzy Franciszek Plebański (1928 – 2005)
- Jerzy Pniewski (1913 – 1989)

## R
- Joseph Rotblat (1908 – 2005)  (1995, za mir s Pugwash konferenco)
- Wojciech Rubinowicz (1889 – 1974) (1920-22 v Lj)

## S
- Leonard Sosnowski (1911—1986)

## T
- Włodzimierz Trzebiatowski (1906—1982) (tudi matematik, kemik)

## W
- Andrzej Kajetan Wróblewski (1933 –)

## Ž
- Anna Nikola Żytkow (1947 –)